# 綁計迷宮
《綁計迷宮》（英語：Spartan）是2004年上映的一部美国政治驚悚片，由大衛·馬密编剧并执导，主演有方·基默、德瑞克·路克、蒂雅·泰克薩、艾德·奥尼尔、威廉·H·梅西和姬絲汀·貝兒。该片于2004年3月12日在美国和加拿大上映。

## 剧情
罗伯特·斯科特是美国海军陆战队武裝偵察部隊的一名退役高级军士长，目前担任三角洲部队的选拔教官。在观察一场旨在评估三角洲部隊候选人的训练中，斯科特认识了一名新兵柯蒂斯，以及一名负责刀战训练的教官杰奎琳·布莱克中士。
斯科特被卷入了一场秘密行动，任务是寻找失踪的总统女儿劳拉·牛顿。他和柯蒂斯来到劳拉的一位教授的海边别墅，据说劳拉与这位教授有浪漫关系。他们没找到任何人，但遇到两名身份不明的男子，表现得非常敌对。柯蒂斯在别墅外持狙击步枪待命，他射杀了其中一名男子，而斯科特迅速解决了另一个。根据之前的线索，他们前往一家酒吧，是一个招募女性从事性交易的场所。斯科特的团队跟踪酒吧的一名中间人来到一个妓院，妓院将部分女孩输送到国际性奴交易网络。老鸨提供了一个联系电话号码，指向一个投币电话。
追踪投币电话的通话后，他们找到了一名正在联邦监狱服刑的黎巴嫩籍男子塔里克·阿萨尼。他们计划在阿萨尼被押送进行医疗治疗时拦截他，并从他那里获取有关性交易网络的信息。
押送阿萨尼和另一名囚犯的车辆在中途停下时，斯科特出现并假装杀死押送人员，然后杀死了另一名死刑犯。阿萨尼承认能带他们乘坐当晚的飞机离开，确认性交易网络总部在杜拜后，斯科特饶过了他的性命。
在便利店中，斯科特向团队传递了信息，但阿萨尼在车中无意间看到与柯蒂斯交谈的一名特工的徽章，随即开枪。柯蒂斯受伤，斯科特不得不杀死阿萨尼。
在团队准备袭击杜拜的行动时，一则新闻报道显示，劳拉和教授在马萨葡萄园岛附近海域航行时溺亡。救援行动被叫停。斯科特返回家中，确信事情无法挽回，但柯蒂斯找到他并坚称劳拉还活着。他展示了一只耳环，是在别墅外柯蒂斯的狙击垫上发现的，与新闻照片中劳拉佩戴的耳环一模一样。
两人回到别墅调查时，柯蒂斯被停泊在附近一艘船上的狙击手杀死。斯科特避开了狙击手，并在别墅的窗户上发现了劳拉留下的独特标志，确认她可能还活着。他拆开寻呼机和电话，发现了追踪装置。
斯科特试图联系劳拉的母亲，但被一名负责保护第一家庭的特勤局女特工拦截。当斯科特展示耳环时，特工解释说，总统多年来以探望女儿为掩护进行婚外情，而他最近撤掉了劳拉的特勤局保护，以加强自己的安保力量，导致劳拉被性交易团伙绑架。
斯科特请求布莱克中士协助他营救劳拉，并向曾是以色列特工的阿维寻求帮助。阿维同意带他潜入杜拜，利用货运集装箱将劳拉偷偷送出机场，还为他获取武器并安排了当地支持者琼斯的协助。
在营救过程中，琼斯被杀。斯科特与劳拉逃到安全屋，他劝说劳拉相信虽然他是单独行动，但仍是执行命令。劳拉察觉他实际上是在自行其是，并提到斯巴达国王列奥尼达会派遣一人回应邻国的求助请求，最终决定信任他。
斯科特带劳拉到机场，准备将她封入货运集装箱时，发现自己的刀中藏有追踪器。他迅速带劳拉离开集装箱，斯科特的旧团队随即赶到试图抓捕他们。斯科特受伤，劳拉被抓获。抓捕者是布莱克中士，她展示耳环和特勤局特工提供的照片，劝说劳拉停止反抗。一支瑞典新闻团队目击了劳拉的挣扎，并认出了她。布莱克被射杀，而情绪崩溃的劳拉被送上记者的飞机得以脱险。斯科特找到濒死的布莱克，对她确认劳拉安全后离开。
随后，在伦敦街头，留着胡渣的斯科特观看商店橱窗中播放的新闻报道，内容是劳拉的归来被政府渲染为总统打击美国女孩性奴交易行动的契机。一名英国人站在斯科特旁边说“该回家了”，然后离开。斯科特目送他离去，自言自语道“幸运的人”。接着，斯科特消失在皮卡迪利圓環的夜幕中。

## 演员
- 方·基默 饰 军士长约翰 / 鲍比·斯科特
- 德瑞克·路克 饰 柯蒂斯
- 蒂雅·泰克薩（英语：Tia Texada） 饰 杰奎琳·布莱克中士
- 姬絲汀·貝兒 饰 总统女儿劳拉·牛顿
- 莱昂内尔·马克·史密斯（英语：Lionel Mark Smith） 饰 布莱恩上校
- 约翰尼·梅辛纳 饰 格雷斯中士
- 艾德·奥尼尔 饰 罗伯特·伯奇
- 威廉·H·梅西 饰 斯托达德
- 萨伊德·塔格马奥 饰 塔里克·阿萨尼
- 克拉克·格雷格 饰 米勒特工
- 娜塔莉亚·诺古利奇（英语：Natalia Nogulich） 饰 娜迪亚·特里奇
- 莫舍·伊夫吉（英语：Moshe Ivgy） 饰 阿维
- 基克·格里（英语：Kick Gurry） 饰 琼斯特工
- 杰夫·皮尔森（英语：Geoff Pierson） 饰 皮尔斯特工
- 文森特·瓜斯塔费罗（英语：Vincent Guastaferro） 饰 内勒特工
- 安迪·达沃利 饰 杰瑞·齐默尔
- 阿隆·史丹佛 饰 迈克尔·布莱克
- 玛戈·法利 饰 年轻的妓女

## 制作
2003年2月，宣布方·基默将主演《綁計迷宮》这部由大衛·馬密编剧并执导的政治驚悚片。
片中涉及的杜拜场景实际上是在洛杉矶拍摄的。担任本片技术顾问的是埃里克·L·哈尼（Eric L. Haney），他是一位美国陆军退役指挥军士长，曾在三角洲部隊服役，并在影片中短暂亮相。拍摄《綁計迷宮》后，他与馬密共同创作了电视剧《秘密部队》（The Unit），讲述一个类似三角洲部队的军队单位的故事。
时任美国参议员（后美国国务卿）约翰·克里的女儿亚历山德拉·克里（Alexandra Kerry），在片中饰演了一名酒吧女服务员。而大衛·馬密的拉比，摩西·芬利（Mordechai Finley），则在片中出演了训练教官之一。政治活动家埃德·斯凯勒（Ed Skyler）称赞该片对华盛顿精英内部运作的写实描绘。
片中斯科特角色说出了一句台词：“一场暴动，一个游骑兵”（One riot, one Ranger）。这句对白馬密早在《千王計中計》中就曾使用过，之后也出现在《秘密部队》中。据说，这句话来源于德克薩斯州游骑兵的传说。
影片中使用的自动刀名为“The Spartan”，由Severtech公司专为本片设计。